# Proceroplatus zeijsti
Proceroplatus zeijsti är en tvåvingeart som beskrevs av Loïc Matile 1988. Proceroplatus zeijsti ingår i släktet Proceroplatus och familjen platthornsmyggor.
Artens utbredningsområde är Elfenbenskusten. Inga underarter finns listade i Catalogue of Life.